# Sarre (Vall d'Aosta)
Sarre (arpità Sarro) és un municipi italià, situat a la regió de Vall d'Aosta. L'any 2007 tenia 4.622 habitants. Limita amb els municipis d'Aosta, Aymavilles, Gignod, Gressan, Jovençan i Saint-Pierre.

## Administració

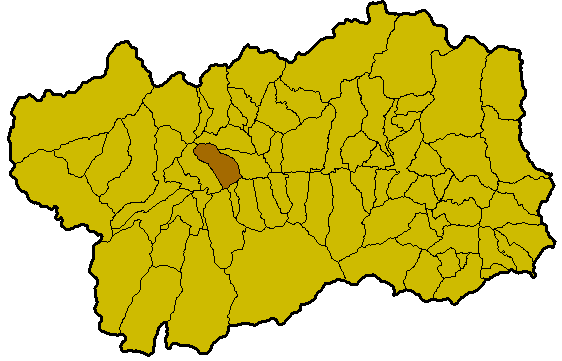
Situació de Sarre a la Vall

| Període | Identitat      | Partit           |
| ------- | -------------- | ---------------- |
| 2005-   | Diego Empereur | Unió Valldostana |